# Larentia omphacina
Larentia omphacina är en fjärilsart som beskrevs av Paul Dognin 1901. Larentia omphacina ingår i släktet Larentia och familjen mätare. Inga underarter finns listade i Catalogue of Life.